# 守備効率
守備効率（しゅびこうりつ、DER: Defensive Efficiency Ratio）とは、野球におけるチームの守備力を測るための指標である。

## 概要
守備効率はチーム全体の本塁打を除くグラウンド内に飛んだ打球をアウトにした割合を表している。グラウンド内に飛んだ打球が安打（ヒット）になった割合を表すBABIPとほぼ逆の意味を持つ指標である。
- 守備効率 = 1 - (被安打 + 失策出塁 - 被本塁打)/(打者数 - 被本塁打 - 奪三振 - 与四死球)

= (打者数 - 被安打 - 奪三振 - 与四死球 - 失策出塁)/(打者数 - 被本塁打 - 奪三振 - 与四死球)
失策出塁を除いて計算する場合もある。

## 他の守備指標との比較
映像を解析して算出するUZR (アルティメット・ゾーン・レーティング)、DRS (守備防御点)と守備効率の相関係数は0.6～0.7となっており、ゾーン系の守備指標と一定の相関が認められている

。どちらも守備力を測る指標だが、プレーの映像が必要なゾーン系指標と異なり、守備効率は一般に公開されている成績から算出する事ができる。